# 파워시트

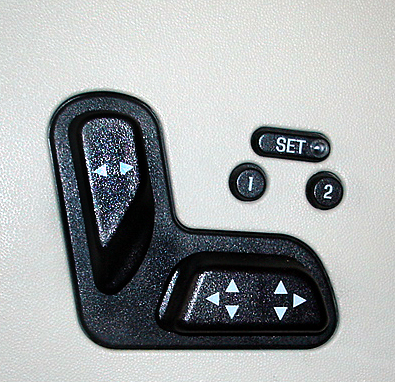

파워시트(power seat)는 자동차에서 개폐기나 조이스틱, 그리고 소형 전동기들을 사용하여 조정할 수 있는 프론트 카시트이다. 이 기능을 갖춘 대부분의 차량은 운전자 좌석에만 컨트롤이 있으나 거의 모든 고급 차량들은 프론트 조수석에서도 파워 컨트롤이 있다.
운전자나 조수석의 편안함을 맞추기 위해 좌석을 위/아래로 움직이거나 기울이는 역할을 한다.
이 기능을 갖추지 않는 차량에는 조정을 제공하기 위한 레버나 막대가 있다.

## 같이 보기
- 파워 윈도우